# Kjell Agner
Kjell Agner, född den 8 juli 1913 i Göteborgs Vasa församling, Göteborg, död den 12 november 1970 i Lovö församling, Stockholms län
, var en svensk läkare, son till folkskoleinspektören och regementspastorn Carl Agner. 
Agner avlade studentexamen i Uddevalla 1932 och medicine kandidatexamen i Stockholm 1935. Han blev medicine licentiat i Stockholm 1943, docent i medicinsk kemi 1942 och medicine doktor 1945. Han var extra ordinarie amanuens, amanuens och tillförordnad laborator vid Karolinska institutets kemiska institution 1933-40 och assistent vid Medicinska Nobelinstitutet 1940-42. Han innehade docentstipendium 1942-49, var laborator i klinisk kemi vid Karolinska institutet och överläkare vid centrallaboratoriet vid Serafimerlasarettet 1949-57, samt blev överläkare vid klinisk-kemiska laboratoriet vid Sankt Görans sjukhus 1957. Agner var Rockefellerstipendiat vid New York University Department of Microbiology och University of Wisconsin Department of Chemistry 1947-49. Han blev sekreterare i Svenska föreningen för klinisk kemi 1954.  Agner utgav ett 100-tal skrifter i enzymkemi och klinisk kemi. Han tilldelades Svenska Läkaresällskapets Alvarengapris 1943.